# زائور ماکیف
زائور ماکیف (روسی: Заур Юрьевич Макиев؛ زادهٔ ۲۴ مارس ۱۹۹۲) کشتی‌گیر آزاد اهل روسیه است.
وی در مسابقات کشوری و بین‌المللی در مجموع برندهٔ ۳ مدال طلا، ۳ مدال برنز شده‌است.